# Ram Trucks
Ram Trucks или просто RAM — производитель полноразмерных пикапов и коммерческого транспорта, принадлежащий автоконцерну Stellantis. В 2011 году был выделен в отдельную компанию из состава Dodge.

## Dodge Ram (до 2011 года)
Тип автомобиля — рамный, грузовой пикап. Подвеска — смешанная (передняя — торсионная, задняя — листовая рессора), либо передняя — пружинная на моделях третьего поколения и полностью пружинная на моделях четвёртого поколения. Тип привода — подключаемый полный привод или только задний.
Один из немногочисленных представителей полноразмерных пикапов, по сей день производится на заводах США и Мексики. Дебютировал в 1981 году. Основная линейка выпускаемых модификаций пикапа представлена тремя моделями — Dodge Ram 1500/2500/3500 (до 1994 года — 100/150/250/350). Градация проводится в соответствии с грузоподъемностью транспортного средства в фунтах. Исторически для полноразмерных пикапов это — полтонны, три четверти и тонна (реальная грузоподъемность растет с каждым поколением). C 2008 года линейка пикапов была продолжена в линии полноценных грузовых автомобилей Dodge Ram, выпущены грузовики Dodge Ram 4500/5500.
В Россию официально не поставляется.

### Первое поколение
Первое поколение пикапов Dodge Ram было представлено в 1981 году. Производитель придерживался обозначения «D» для заднеприводных и «W» для полноприводных версий автомобиля. Аналогично пикапам марки Ford, индекс грузоподъемности определялся одним из чисел — 150 (1/2 тонны), 250 (3/4 тонны) и 350 (1 тонна) в названии конкретной модификации.
С точки зрения внешнего вида первая модель Ram представляла фейслифтинг предыдущего поколения пикапов марки Dodge, которая носила обозначение D-Series и выпускалась с 1972 года. Новую модель характеризовали увеличенные задние фонари, одинарные квадратные фары и классический угловатый дизайн кузова. Кроме этого, был полностью переработан интерьер, включая сиденья и приборную панель.
D/W Ram комплектовался одним из трех возможных двигателей: Slant-6, объёмом 3.7 литра, V8, объёмом 5.2 литра и V8, объёмом 5.9 литра. На каждый из двигателей устанавливалось несколько различных моделей карбюраторов.
В 1984 году к модификациям пикапа добавилась версия с грузовым индексом 100. Она позиционировалась, как автомобиль для тех, кому необходимо перевозить объемные грузы, но не в повседневном режиме. Впоследствии, в 1990 году эта модель была снята с производства по причине выхода на рынок и начала успешных продаж пикапа Dodge Dakota.
В 1986 году дизайн кузова был несколько изменён. В 1988 года двигатели были обновлены — рядный Chrysler Slant-6 был заменён на Chrysler LA 239 V6 (рабочим объёмом 3,9 л) с впрыском топлива, двигатели рабочим объёмом 5,2 л получили электронный впрыск топлива, а в 1989 году двигатели V8 рабочим объёмом 5,9 л также получили впрыск топлива. Антиблокировочная система ABS стала стандартным оборудованием. Кроме того, Dodge представил новую автоматическую коробку передач с овердрайвом для снижения расхода топлива. Эта коробка передач имела индекс A500 и предлагалась с двигателями V6 3,9 л и V8 5,2 L. Для тяжелых условий эксплуатации предлагалась автоматическая коробка A727. В этом же году в список двигателей был добавлен дизельный Cummins серии B и продажи Dodge пошли вверх. Дизель Cummins мог комплектоваться автоматической A727 или 5-ступенчатой механической коробкой передач, он устанавливался на пикапы серии 250 и 350. Этот дизель резко отличается от двигателей Ford и GM - рядная шестёрка с непосредственным впрыском (у GM и Ford дизельные двигатели были V8).
Решетка радиатора была вновь изменена в 1991 году, она сохранила большие прямоугольные фары и вид перекладины. Двигатели были существенно обновлены в 1992 (3.9L и 5.2L) и 1993 году (5,9 L), эти двигатели имели приставку «Magnum». с 5,2 л и 5,9 л двигателями обыла предложена автоматическая коробка передач с овердрайвом Torqueflite A518. В 1992 году Chrysler переименовал коробки A500 и A518 в 42RH и 46RH соответственно. Первая цифра «4» означает 4-ступенчатую коробку передач, вторая цифра относительный крутящий момент, «R» на третьем месте обозначает задние ведущие колеса, а последняя буква «Н» означает гидравлическое управление. 3-ступенчатая автоматическая A727 была переименована в 36RH, а A904, A998 и А999 стали называться 30RH, 31RH и 32RH. В течение этого времени Dodge выпустил кабины «Club Cab», которые были оснащены дополнительными откидными сиденьями. Хотя это добавляло мест в кабине, откидные сиденья были не очень удобными, а для доступа к ним не было никаких дверей.

#### Двигатели
| Годы      | Двигатель                   | Мощность           | Момент (ft*lbf) |
| --------- | --------------------------- | ------------------ | --------------- |
| 1981-1987 | 3.7 L Chrysler Slant-6      | 152 л.с. (71 КВт)  |                 |
| 1981-1987 | 5.2 л Chrysler LA V8        | 125 л.с. (104 КВт) | 250             |
| 1981-1988 | 5.9 л Chrysler LA V8        | 170 л.с. (127 КВт) | 270             |
| 1988-1991 | 5.2 л Chrysler LA 318 V8    | 318 л.с. (233 КВт) |                 |
| 1988-1991 | 5.9 л LA V8                 | 140 л.с. (104 КВт) | 260             |
| 1989-1991 | 3.9 л Chrysler LA V6        | 125 л.с. (93 КВт)  | 195             |
| 1991-1993 | Chrysler LA 3.9 Magnum V6   |                    |                 |
| 1992-1993 | Chrysler LA 5.2 Magnum V8   |                    |                 |
| 1989-1992 | 5.9 л Chrysler LA V8        | 190 л.с. (142 КВт) | 140             |
| 1992-1993 | 5.2 л Magnum V8             | 235 л.с. (172 КВт) | 140             |
| 1993      | 5.9 л Chrysler LA Magnum V8 | 230 л.с. (172 КВт) | 335             |
| 1989-1993 | Cummins diesel B 5.9        | 160л.с.            |                 |

### Второе поколение
В 1994 году линейка пикапов Dodge RAM претерпела серьёзные изменения, которые касались всего: от внешнего вида, до ключевых технических узлов. Анализ пожеланий покупателей демонстрировал их стремление сделать автомобиль внешне походящим на самый настоящий грузовик. В итоге, новая модель приобрела увеличенные размеры, огромную решетку радиатора и свой собственный имидж, более не похожий на аналогичные автомобили марок Chevrolet и Ford.
Индекс грузоподъемности стал четырёхзначным, теперь грузоподъемность стала обозначаться как 1500, 2500 и 3500 (такая нумерация действует и до сих пор). Модификация 3500 оснащалась сдвоенными колесами заднего моста, а для 2500 существовали два варианта: Heavy Duty и Light Duty. Первая из них также комплектовалась сдвоенными колесами задней оси. Каждая из модификаций предлагалась как в заднеприводном, так и в полноприводном исполнении.
Новый RAM комплектовался следующими бензиновыми двигателями: 3.9L V6, 5.2l V8, 5.9L V8 и турбо-дизелем Cummins. Кроме этого, в линейку вскоре был добавлен двигатель 8.0L V10, который позиционировался, как выбор для тех, кто нуждается в высоких мощностных характеристиках, но не желает связываться с дизельным мотором, которые до сих пор не слишком популярны в США. Двигатель V10 и дизель Cummins устанавливались на пикапы с индексом грузоподъемности 2500 и выше.
Модель 1994 года продемонстрировала успешные продажи за все годы своего существования, пик которых пришёлся на 1999 год, когда было реализовано более 400 000 автомобилей. Однако после обновления модельного ряда пикапов Chevrolet в 1999 году продажи несколько снизились.
В 2002 году был анонсирован новый Dodge RAM 1500 и даже тогда, как началось его производство, модификации 2500 и 3500 продолжали выпускаться в старом кузове вплоть до 2003 модельного года. Это было связано с тем, что ожидался выход нового двигателя 5.7L V8 HEMI на смену популярного 5.9L V8.

#### Двигатели
| Годы        | Двигатель                       | Мощность           | Момент (ft*lbf) |
| ----------- | ------------------------------- | ------------------ | --------------- |
| 1994 — 2001 | 3.9 L Magnum V6                 | 175 л.с. (131 КВт) | 220-225         |
| 1994 — 2001 | 5.2 л Magnum V8                 | 220 л.с. (172 КВт) | 300             |
| 1994 — 1997 | 5.9 л Magnum V8                 | 230 л.с. (127 КВт) | 330             |
| 1994 — 1995 | 5.9 л Magnum 12 Valve Diesel I6 | 300 л.с. (224 КВт) | 448             |
| 1994 — 2001 | 8.0 л Ram Tough V10             | 310 л.с. (230 КВт) | 450             |
| 1998 — 2001 | 5.9 л Magnum V8                 | 250 л.с. (142 КВт) | 345             |

### Третье поколение
Dodge Ram третьего поколения выпускался с 2002 по 2008 года (модели 2500 и 3500 — с 2003-го по 2009-й модельные года).

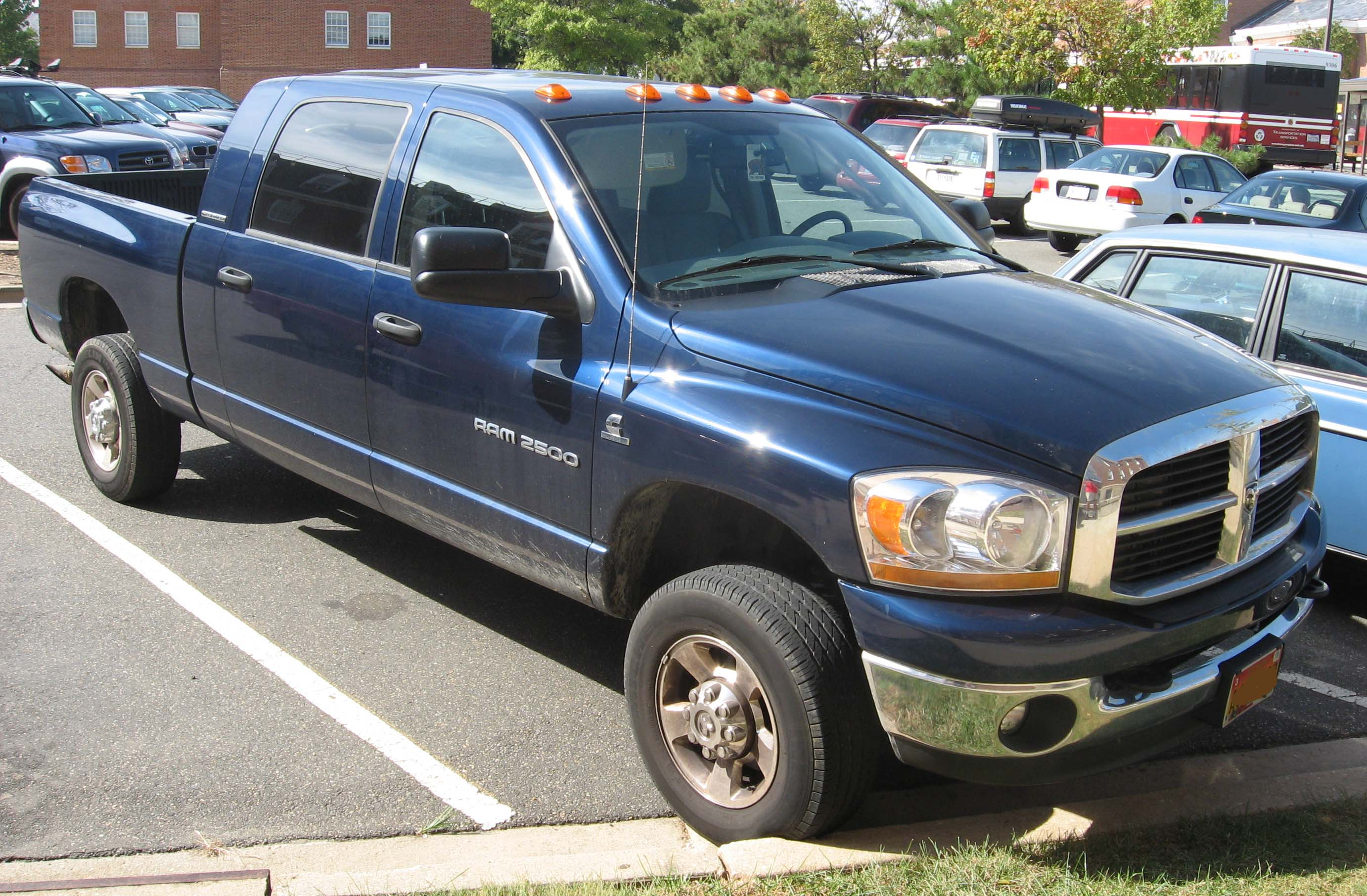
Dodge Ram 2500 Mega Cab после фейслифтинга 2006 года

Как и на ранних моделях, выпускались модификации с полным приводом (жёстко подключаемая передняя ось, part-time 4WD, без межосевого дифференциала) и только задним приводом.
Раздаточная коробка у большинства выпускаемых полноприводных машин управляется механически – рычагом (она также считается более надёжной в эксплуатации), но есть комплектации и с электроуправлением. Положения переключателя — 4wd пониженная/нейтраль/2wd/4wd повышенная. Подключение передних колес в режим (4wd hi) возможно производить на ходу на скорости до 80 км/ч. По причине конструктивной особенности полного привода посредством жёсткого подключения передней оси не рекомендуется использовать его на покрытии с хорошим сцеплением.
Автоматическая коробка переключения передач 45RFE устанавливалась на модели до фэйслифтинга, после устанавливалась 5-ступенчатая 545RFE. Присутствует возможность ограничить верхнюю передачу коробки любым доступным числом. На дизельные и грузовые модели ставились другие, усиленные АКПП, в частности 68RFE. Помимо них устанавливались также АКПП — 46RE/47RE/48RE
Устанавливаемая линейка двигателей приведена в карточке модели справа. Наибольшую популярность имеют двигатели 4.7 Magnum и 5.7 HEMI из бензиновых и 5.9 Cummins из дизельных. Бензиновый двигатель объёмом 5,9 литра перешёл в третье поколение с прошлого кузова и устанавливался лишь один год и только на модель с индексом 1500.
Стандартные комплектации: ST, SLT, SLT Laramie. Длина кузова: 6,5 или 8 футов (1,97/2,43 м). В 2004 году были выпущены версии с двигателем V10 от Dodge Viper 8.3L, они получили индекс SRT-10. Была выпущена версия как с 2-дверной кабиной, так и с 4-дверной. На машинах был только задний привод и 6-ступенчатая МКПП (позднее была версия и с АКПП).
В 2006 году была представлена обновлённая версия Dodge RAM. В целом, её можно охарактеризовать как фейслифтинг предыдущей, изменились: фары, задние фонари и салон. Появилась версия кабины Mega Cab, которая сочетает двухметровый (6-футовый) кузов и дополнительные 20 дюймов длины кабины, которые позволяют с комфортом расположиться трём пассажирам на заднем диване, отрегулировав наклон спинки. В качестве опции теперь предлагалась система навигации, а передние фары доработаны для лучшей эффективности. Позднее этот же фэйслифтинг коснулся и моделей 2500/3500.
Кроме этого в 2006 году, базовый двигатель V8 5.7 HEMI на обновлённых пикапах с индексом 1500 обзавёлся системой отключения цилиндров, которая уже устанавливалась на седаны Chrysler/Dodge с 2004 года. Данный двигатель позволяет экономить топливо при езде, как в городе, так и по трассе.
В 2007 году Chrysler анонсировал выпуск новых модификаций тяжёлых моделей пикапов 2008 года с грузовыми индексами 4500 (полная масса 7500 кг) и 5500 (полная масса 8800 кг). Комплектуются дизельными двигателями Cummins 6,7 л. Машины поступили в продажу с комплектацией кузова — Chassis Cab (шасси), что позволяет устанавливать на раму любой необходимый кузов или оборудование. Такой же вид комплектации кузова – шасси – стал доступен и для модели 3500.
С 2008 года на Dodge RAM 1500 с объёмом двигателя 4,7 л стали устанавливать обновлённую версию ДВС мощностью 313 л. с.
В традициях Dodge, было выпущено много спец-комплектаций адаптированных для спорта (Rumble Bee, Daytona, Hemi Sport), для бездорожья (Power Wagon). Отдельно стоит упомянуть версии с громким звуковым сигналом. Все они выпущены в ограниченном количестве.

### Четвёртое поколение
Dodge Ram четвёртого поколения дебютировал в 2008 году на Североамериканском международном автосалоне в Детройте. Презентация была организована с участием целого стада крупного рогатого скота. Шоу зрителям особо запомнилось не самим автомобилем, а естественными потребностями животных.
Новый пикап сделал ещё один шаг на пути адаптации грузового автомобиля для повседневного использования. Появились багажные ниши в задних крыльях, была усовершенствована подвеска, добавлен блок курсовой устойчивости и преображён салон (значительно улучшилась отделка салона, применён пластик высокого качества, заменены приборы подсветки и регуляторы).
Внешний облик пикапа определили современные тенденции и веяния внутри марки. По-прежнему Ram обладает индивидуальностью.
В модельной линии Dodge Ram с 2009 года получили новый облик лишь версии с индексом грузоподъёмности 1500, с 2010 года (модельного) выпускается – 2500 и 3500.
На Нью-йоркском автосалоне в 2012 году был представлен модернизированный Ram 1500 с изменённой внешностью, улучшенной аэродинамикой, пересмотренной моторной линейкой и новым 8-ступенчатым автоматом TorqueFlite.
Также производитель выпускает специальные выпуски модели 1500. Например, в период с 2016 по 2018 года уже выпущены спортивные версии модели: Sublime (зеленый), Copper, Mojave Sand и Ignition Orange Sport, и последняя (выпущенная в конце 2017 года) - Gains Hydro Blue Sport.

### Пятое поколение
Ram 1500 (DT) — это пятое поколение пикапа Ram, выпускаемого подразделением Ram Trucks компании Stellantis. Пятое поколение Ram было представлено в январе 2018 года на Североамериканском международном автосалоне в Детройте, штат Мичиган, в качестве модели 2019 года. Грузовики Ram 1500 производятся на заводе Sterling Heights Assembly в Стерлинг-Хайтс, штат Мичиган, США.
Четвёртое поколение (DS) продолжало выпускаться до 2024 модельного года и продавалось наряду с пятым поколением как более дешёвый вариант (под названием «Classic»).

## Дизайн
На Ram 1500 теперь есть надпись «RAM» (она была доступна только в более высоких комплектациях предыдущего поколения). В некоторых комплектациях доступен вентилируемый спортивный капот. Кроме того, на задней двери и рулевом колесе появился обновленный логотип «Ram».
Полноценные светодиодные фары доступны в качестве опции для большинства комплектаций, хотя большинство моделей также оснащены светодиодными дневными ходовыми огнями (ДХО). Доступны  хромированные или в цвет кузова передний и задний бамперы, боковые зеркала, дверные и задние ручки, а также черные или хромированные передние решетки с уникальным дизайном для каждой комплектации.
В зависимости от выбранной комплектации доступны 18-дюймовые, 20-дюймовые или 22-дюймовые диски из алюминиевого сплава (стальные диски для базовых моделей Tradesman). 

## Конфигурации кабины
Ram 1500 доступен в двух вариантах кабины: четырёхдверная Quad Cab (кабина удлиненной конструкции с дверями на передних петлях в задней части) со стандартной длиной кузова или четырёхдверная кабина экипажа с короткой или стандартной длиной кузова. Двухдверная модель обычной кабины больше не выпускается из-за низкого спроса.

## Уровни отделки салона
Ram 1500 доступен в комплектациях Tradesman, HFE (высокая топливная экономичность), Big Horn, Rebel, Laramie, Laramie Longhorn и Laramie Limited (модель Sport доступна только в Канаде). Каждая комплектация Ram 1500 отличается собственным дизайном интерьера с использованием различных материалов и цветовых схем. Дизайнеры интерьера Ram 1500 использовали различные виды молотков в качестве вдохновения для дизайна интерьера.
Комплектация Tradesman — это базовая комплектация Ram 1500. Дизайн более простой, чем у других комплектаций, с галогенными фарами, задними фонарями накаливания и чёрной пластиковой решёткой радиатора. В салоне установлены виниловые или тканевые сиденья и радио Uconnect 3 5.0BT.
Уровень отделки HFE (высокая топливная экономичность) предназначен для повышения топливной экономичности Ram 1500. HFE доступен только с двигателем V6 и гибридной системой eTorque (кроме моделей 2021–2022 годов, которые также были доступны с EcoDiesel), с наиболее экономичным передаточным числом задней оси, 20-дюймовыми колёсами с шинами с низким сопротивлением качению, топливным баком объёмом 23 галлона (87 л; 19 имп. галлонов) и в конфигурации 4×2 (для снижения веса). 
Big Horn/Lone Star — более продвинутая модель, чем Tradesman. В стандартную комплектацию входят все элементы Tradesman, а также противотуманные фары, хромированная решётка радиатора, бамперы и дверные ручки, а также обтянутое кожей рулевое колесо. Также доступен более крупный 8,4-дюймовый сенсорный экран Uconnect 4 с навигацией или без неё. Lone Star, как и грузовики «Техасское издание», предлагаемые другими производителями, в основном идентичен Big Horn, но продаётся только в штате Техас, в то время как Big Horn продаётся во всех остальных штатах и в Канаде. Lone Star Silver поставляется с хромированной роскошной решёткой радиатора, 20-дюймовыми алюминиевыми дисками и боковыми подножками. Big Horn/Lone Star заменяет комплектацию SLT предыдущего поколения.
Северная версия дополнена функциями для езды по бездорожью, такими как система контроля спуска с холма и буксировочные крюки, а также бамперами, зеркалами и решёткой радиатора в цвет кузова. В эту специальную версию входит сенсорный экран Uconnect 4 8.4, 7-дюймовый цифровой дисплей, двухзонный климат-контроль, а также подогрев передних сидений и рулевого колеса.
В комплектации Rebel, ориентированной на бездорожье, предлагается электронный блокируемый задний дифференциал, 33-дюймовые шины и буксировочные крюки. В стандартную комплектацию входит радио Uconnect 3 5.0BT, но его можно заменить на 8,4-дюймовый сенсорный экран Uconnect 4.
Laramie — это комплектация среднего уровня для Ram 1500. В стандартную комплектацию входят светодиодные фары и задние фонари, кожаные сиденья с подогревом и вентиляцией, 8,4-дюймовый сенсорный экран Uconnect 4, 7-дюймовый цифровой дисплей и функция памяти. Доступен 12-дюймовый сенсорный экран Uconnect 4C.
В отличие от Laramie, Laramie Longhorn оснащен более роскошными функциями, такими как стандартная навигация, светодиодные фары-прожекторы, хромированные подножки и натуральная древесина и кожа в интерьере. 12-дюймовый сенсорный экран Uconnect 4C доступен в качестве опции.
Комплектация Limited — самая роскошная модель в линейке Ram 1500. В стандартную комплектацию входит 12-дюймовый сенсорный экран Uconnect 4C, а также функции безопасности, такие как мониторинг слепых зон, обнаружение движения задним ходом и прицепа, а также пневматическая подвеска с четырьмя углами наклона. Доступна аудиосистема Harman Kardon с 19 динамиками.
Sport — это канадская комплектация, которая предлагает более спортивный внешний вид в дополнение к стандартному 8,4-дюймовому сенсорному экрану Uconnect 4, 7-дюймовому цифровому дисплею и передним сиденьям с подогревом. Несмотря на то, что эта комплектация недоступна в США, покупатели на американском рынке всё равно могут заказать элементы дизайна канадской комплектации Sport для некоторых комплектаций Ram 1500. Единственным доступным двигателем в этой комплектации является 5,7-литровый Hemi.

## Силовой агрегат
Базовым двигателем почти для всех комплектаций Ram 1500 является 3,6-литровый (220 куб. дюймов) Chrysler Pentastar, двигатель V6, унаследованный от пикапа Ram четвёртого поколения, мощностью 305 лошадиных сил (227 кВт) и крутящим моментом 269 фунтов-фут (365 Н·м). Однако для пятого поколения двигатель теперь оснащен системой ременного запуска генератора переменного тока "eTorque", разновидностью мягкого гибрида. Мотор–генератор прикреплен к змеевидному ремню двигателя, добавляющему крутящий момент, запускающему двигатель в системе старт-стоп или вырабатывающему электроэнергию с рекуперативным торможением, действуя как моторный тормоз. Мотор-генератор, изготовленный компанией Continental, добавляет 12 л. с. (9 кВт) и 39 фунт-фут (53 Н·м) крутящего момента к ремню, который увеличивает его до 90 фунт-фут (122 Н·м).  Энергия накапливается в литий-ионном аккумуляторе емкостью 0,43 кВт·ч и напряжением 48 В, который установлен в пассажирском салоне на задней стенке между сиденьями и платформой для перевозки грузов. 
Для 5,7-литрового (350 куб. дюймов) двигателя Chrysler HemiV8 мощностью 395 лошадиных сил (295 кВт) и крутящим моментом 410 фунтов-фут (556 Н·м) доступна модернизация. Двигатель оснащён системой изменения фаз газораспределения (VCT) и системой изменения рабочего объёма (MDS), которая отключает четыре из восьми цилиндров двигателя при работе на оборотах от 1000 до 3000 в минуту для экономии топлива. Hemi V8 также доступен (обязательно для моделей 2023 и последующих годов) с немного более мощной системой eTorque с двигателем-генератором от Magneti Marelli, который добавляет 16 л. с. (12 кВт) и 49 фунт-фут (66 Н·м) крутящего момента к ремню, что увеличивает его до 130 фунт-фут (176 Н·м). 
Для моделей 2019 года и последующих лет доступна модернизация 3,0-литрового (180 куб. дюймов) дизельного двигателя EcoDiesel V6 с турбонаддувом, мощность которого составляет 260 лошадиных сил (194 кВт), а крутящий момент — 480 фунтов-фут (651 Н·м).
| Модель | Модельные годы | Двигатель                           | Передача                                                       | Сила               | Крутящий момент         |
| ------ | -------------- | ----------------------------------- | -------------------------------------------------------------- | ------------------ | ----------------------- |
| 1500   | 2019–          | 3,6 л eTorque Pentastar V6          | 8-ступенчатая автоматическая коробка передач TorqueFlite 845RE | 305 л.с. (227 кВт) | 269 фунт-фут (365 Н⋅ м) |
| 1500   | 2019–          | 5,7 Л HEMI V8                       | 8-ступенчатая автоматическая коробка передач TorqueFlite 8HP75 | 395 л.с. (295 кВт) | 410 фунт-фут (560 Н⋅м)  |
| 1500   | 2019–          | 5,7-литровый eTorque HEMI V8        | 8-ступенчатая автоматическая коробка передач TorqueFlite 8HP75 | 411 л.с. (306 кВт) | 540 фунт-фут (730 Н⋅м)  |
| 1500   | 2019–          | 3,0 Л Экодизельное топливо турбо V6 | 8-ступенчатая автоматическая коробка передач TorqueFlite 8HP75 | 260 л.с. (190 кВт) | 480 фунт-фут (650 Н⋅м)  |

## Рама и кузов
Рама и кузов на 98 и 54 процента состоят из высокопрочной низколегированной стали соответственно. Инновационные высокопрочные стали позволяют делать автомобильные компоненты тоньше и, следовательно, легче. Рама Ram 1500 стала легче почти на 120 фунтов (54 кг). Только на раму приходится 100 фунтов (45 кг) экономии веса. Грузовик в целом стал легче примерно на 225 фунтов (102 кг) по сравнению с предыдущим поколением. Алюминий используется для изготовления капота, задней двери, опор двигателя и нижних рычагов подвески.
Правильно оснащённый Ram 1500 может буксировать до 12 750 фунтов (5 780 кг) и перевозить до 2 300 фунтов (1 000 кг).

## Подвеска
Ram 1500 также оснащён ранее доступной адаптивной многоуровневой системой пневматической подвески, но теперь в ней есть дополнительные «режимы» для использования на бездорожье, а также режим, который опускает автомобиль на 2 дюйма (50 мм) для облегчения посадки и высадки. Последнюю функцию можно активировать с помощью кнопки на брелоке бесключевого доступа. Кроме того, Ram 1500 оснащён активными заслонками на передней решётке, которые теперь регулируются водителем, а также имеет более низкий коэффициент аэродинамического сопротивления для улучшения аэродинамических характеристик.
Также новинкой для Ram 1500 является новый пакет «Внедорожный» 4×4, который включает в себя заводскую регулируемую подвеску, внедорожные шины и улучшенные внедорожные характеристики и управляемость. Он доступен во всех комплектациях с приводом 4×4.
Стандартные амортизаторы с частотно-зависимым демпфированием (FRD) обеспечивают более эффективное демпфирование при прохождении поворотов и торможении.

## Системы помощи водителю
Ram 1500 оснащен системой мониторинга слепых зон, которая автоматически удлиняется по всей длине прицепа, когда он присоединен. Грузовик оснащен системой камер кругового обзора на 360 градусов, обеспечивающей вид с высоты птичьего полета на автомобиль с помощью четырех камер. Он может самостоятельно парковаться перпендикулярно и параллельно, управляя рулевым колесом, но торможение и переключение передач по-прежнему контролируются водителем. 

## Автомобильные развлекательные системы
Ram 1500 предлагает на выбор четыре различные развлекательные системы в автомобиле, в зависимости от выбранной комплектации:
Базовая система Uconnect 3 5.0BT, стандартная для Big Horn/Lone Star и дополнительная для Tradesman, включает пятидюймовый сенсорный дисплей, AM/FM-радио, Bluetooth с функцией громкой связи и беспроводной потоковой передачей аудио, USB- и дополнительные входы, дисплей камеры заднего вида и встроенный цифровой компас. В качестве опции можно добавить спутниковое радио SiriusXM.
Система Uconnect 4 8.4 среднего уровня, стандартная для Rebel, Laramie и дополнительная для Big Horn/Lone Star, добавляет к системе Uconnect 3 5.0BT следующие функции: 8,4-дюймовый сенсорный дисплей, интеграцию Apple CarPlay и Android Auto, а также вход USB-C, поддерживающий быструю зарядку USB.
Система премиум-класса Uconnect 4C 8.4, стандартная для Laramie Longhorn и опциональная для Big Horn/Lone Star, Rebel и Laramie, добавляет к системе Uconnect 4 8.4 среднего уровня следующие функции: GPS-навигацию, HD-радио и Uconnect Guardian Services на базе SiriusXM, которая обеспечивает связь по подписке, безопасность в автомобиле, экстренные службы и системы удалённой диагностики.
Система Uconnect 4C 12.0 высшего класса, стандартная для Limited и дополнительная для всех моделей, кроме базовой Tradesman, добавляет к системе Uconnect 4C 8.4 премиум-класса следующие функции: 12-дюймовый сенсорный дисплей в портретной ориентации, способный одновременно выполнять несколько функций, и систему с несколькими углами обзора.
Помимо четырёх различных систем с сенсорным экраном, доступны три различные аудиосистемы:
- Базовая аудиосистема с шестью динамиками, входящая в стандартную комплектацию Tradesman, Big Horn/Lone Star и Rebel, включает динамики, установленные во всех четырёх дверях автомобиля. Она не входит в комплект системы Uconnect 4C 12.0.
- Аудиосистема премиум-класса Alpine Electronics с десятью динамиками среднего уровня, которая входит в стандартную комплектацию Laramie и Laramie Longhorn и доступна для Big Horn/Lone Star и Rebel, добавляет к базовой аудиосистеме следующие функции: цифровой усилитель мощностью 506 Вт, сабвуфер, установленный под сиденьем, динамик, установленный на центральной приборной панели, и динамики, установленные в задней части потолка грузовика. На динамике, установленном на центральной приборной панели, появляется эмблема Alpine Electronics. Для этого требуются информационно-развлекательные системы Uconnect 4 8.4 или Uconnect 4C 8.4.
- Топовая аудиосистема премиум-класса Harman/Kardon с девятнадцатью динамиками, которая входит в стандартную комплектацию Limited и опционально доступна для Laramie Longhorn, добавляет к аудиосистеме среднего уровня следующие функции: 900-ваттный цифровой усилитель, небольшие динамики в верхней части обеих передних дверей и алюминиевые решетки динамиков с эмблемой Harman/Kardon. Для нее требуется система Uconnect 4C 12.0.

В 2022 модельном году Ram оснастила большинство своих грузовиков совершенно новым информационно-развлекательным комплексом Uconnect 5, доступным в пяти-, 8,4- и 12-дюймовом вариантах, которые входят в стандартную комплектацию большинства комплектаций. Информационно-развлекательный комплекс Uconnect 5 на базе Android получил встроенный виртуальный помощник, а также беспроводную интеграцию Apple CarPlay и Android Auto со смартфоном (в дополнение к проводным аналогам), а также расширенные функции и возможности настройки. Базовые модели по-прежнему будут поставляться с предыдущей радиосистемой Uconnect 3 5.0BT в стандартной комплектации, хотя эти модели также можно модернизировать до 8,4-дюймовой системы Uconnect 5.

## Интерьер
Центральную консоль можно настроить 12 различными способами. Доступный панорамный люк в крыше имеет площадь 10 квадратных футов (0,93 м2).
Обновлённый интерьер Ram обещает больше места для головы и ног, а также самую качественную кожаную отделку, которая используется в полноразмерных грузовиках (большинство производителей используют винил или пластик в своих полноразмерных грузовиках с кожаной отделкой салона). Кроме того, комплектация Limited включает в себя дополнительную кожаную отделку приборной панели и дверных панелей и является самым роскошным салоном полноразмерного пикапа в своём классе. Как и в Ram предыдущего поколения, в новом Ram используется натуральная деревянная отделка салона. Доступная информационно-развлекательная система с сенсорным экраном 12 дюймов (300 мм) - это самый большой сенсорный экран, устанавливаемый в полноразмерный грузовик, а доступная аудиосистема Harman / Kardon premium мощностью 900 Вт и девятнадцатью динамиками - это высококачественная заводская аудиосистема премиум-класса, доступная на любом полноразмерном грузовике. Перенастраиваемая полноцветная комбинация приборов с TFT-дисплеем также доступна в большинстве комплектаций.

## Продукт Red Special Edition (2022)
В 2022 модельном году Stellantis объявила о партнёрстве с Product Red, и каждый бренд выпустил автомобиль под брендом (RED). В 2022 году Ram предложил (RED) Edition 1500, созданный на базе топовой комплектации Limited. Специальные функции (RED) Edition 1500 включали особые внешние эмблемы, чёрные диски и уникальные детали интерьера. Выручка от продажи каждого (красного) издания 1500 была пожертвована фонду Product Red. Кроме того, Ram выпустил линейку специальных (красных) товаров, в том числе холодильники, клетчатые рубашки, рабочие перчатки и футболки.

## Производство
Ram 1500 производится на заводе Sterling Heights Assembly в Стерлинг-Хайтс, штат Мичиган. Компания переоборудовала завод для производства Ram 1500; ранее на заводе производился Chrysler 200, выпуск которого был прекращён после 2017 модельного года.
Для австралийского рынка компания Ram Trucks Australia отвечает за переоборудование грузовиков на правостороннее управление.

## Автомобили под маркой RAM

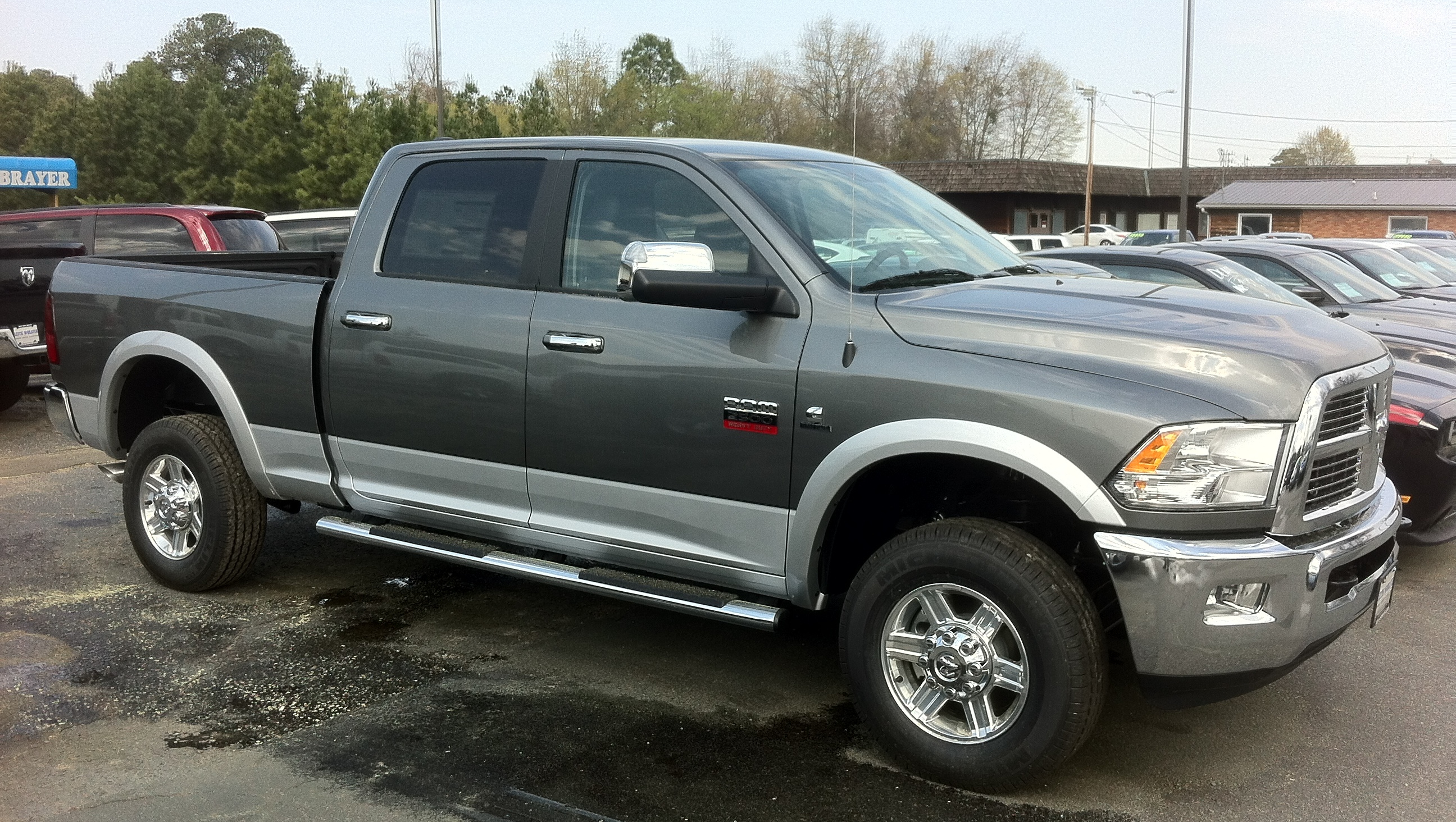
2012 Dodge Ram 2500
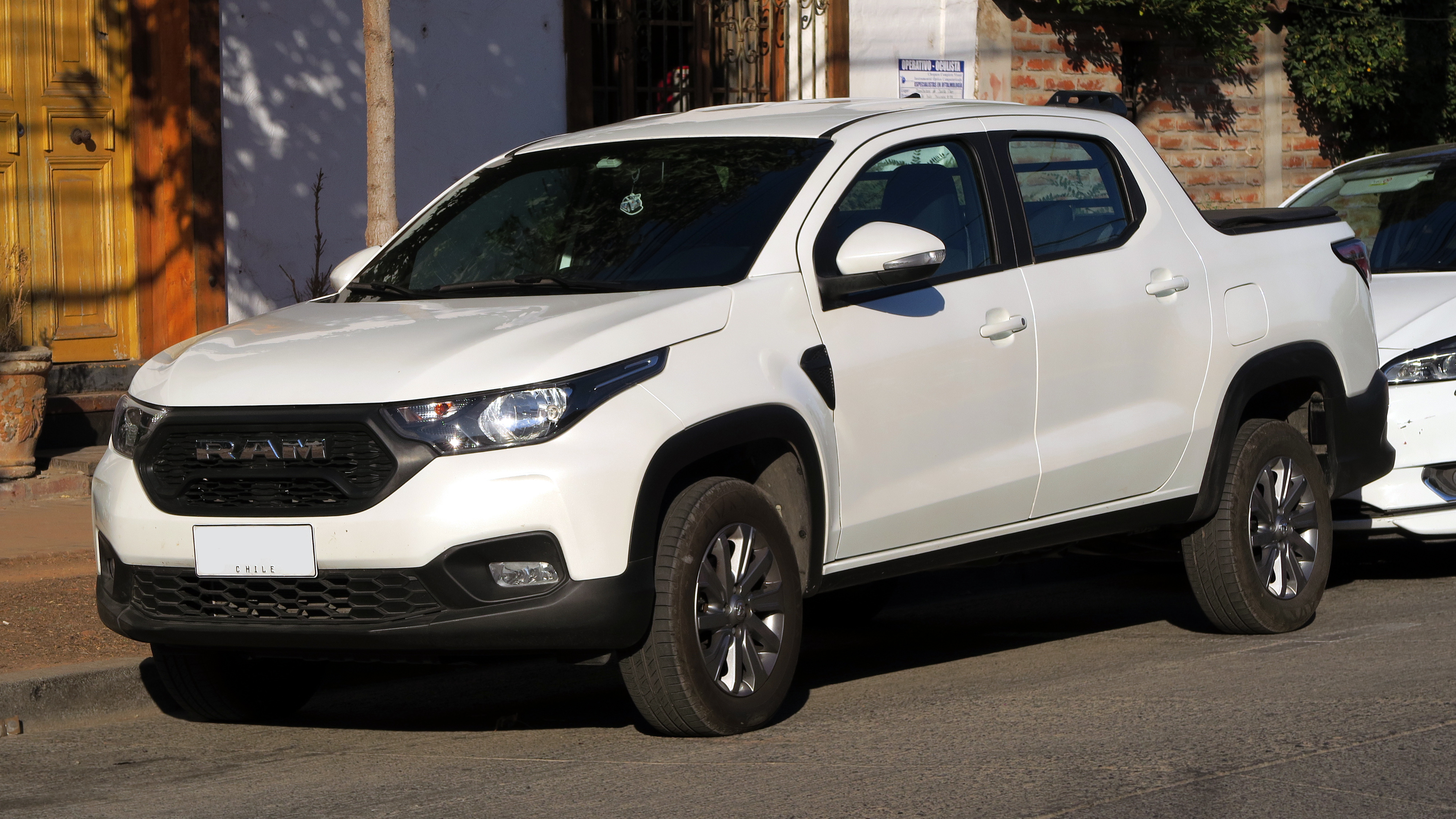
Ram 700 Big Horn
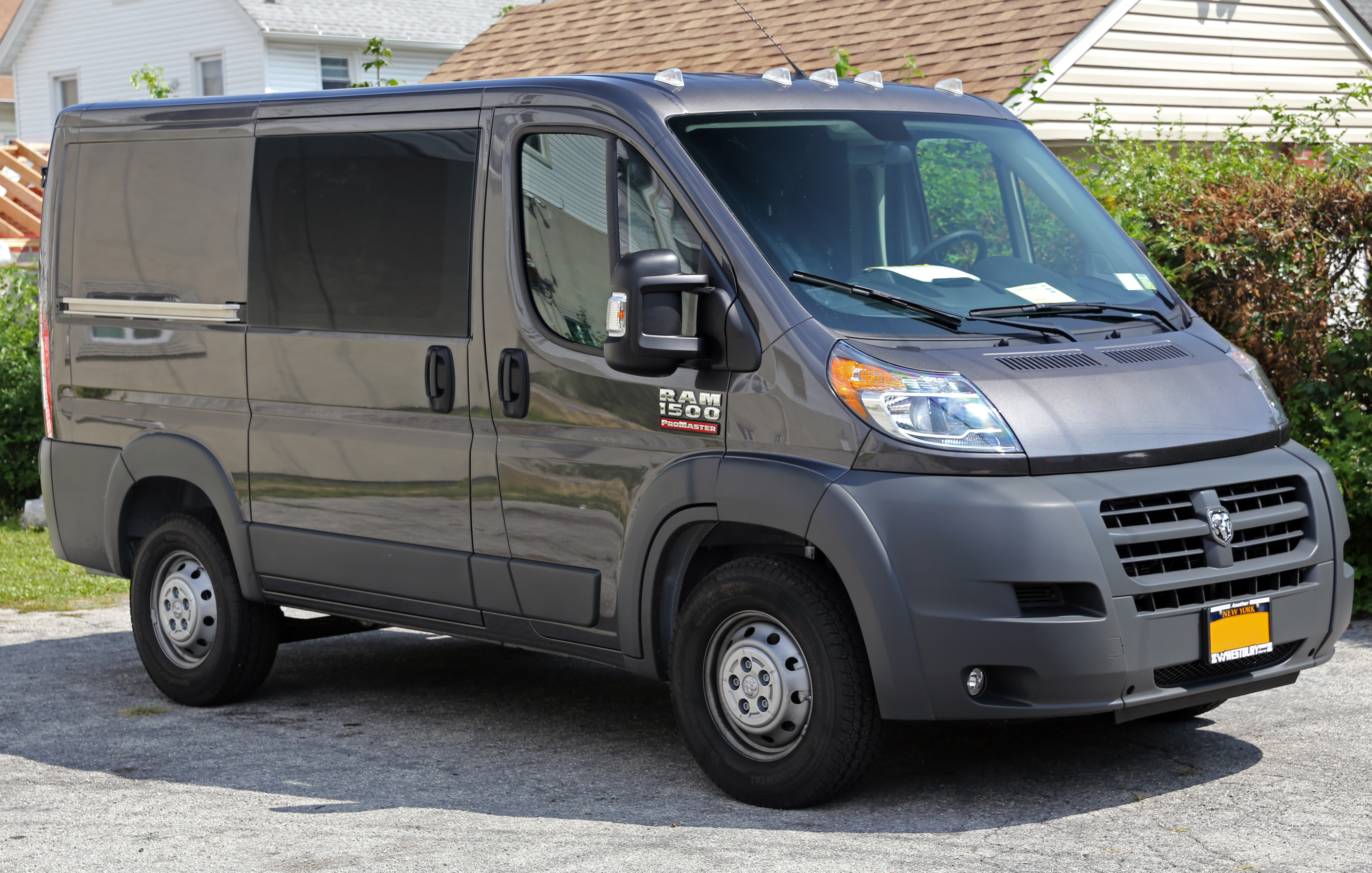
2014 Ram 1500 ProMaster
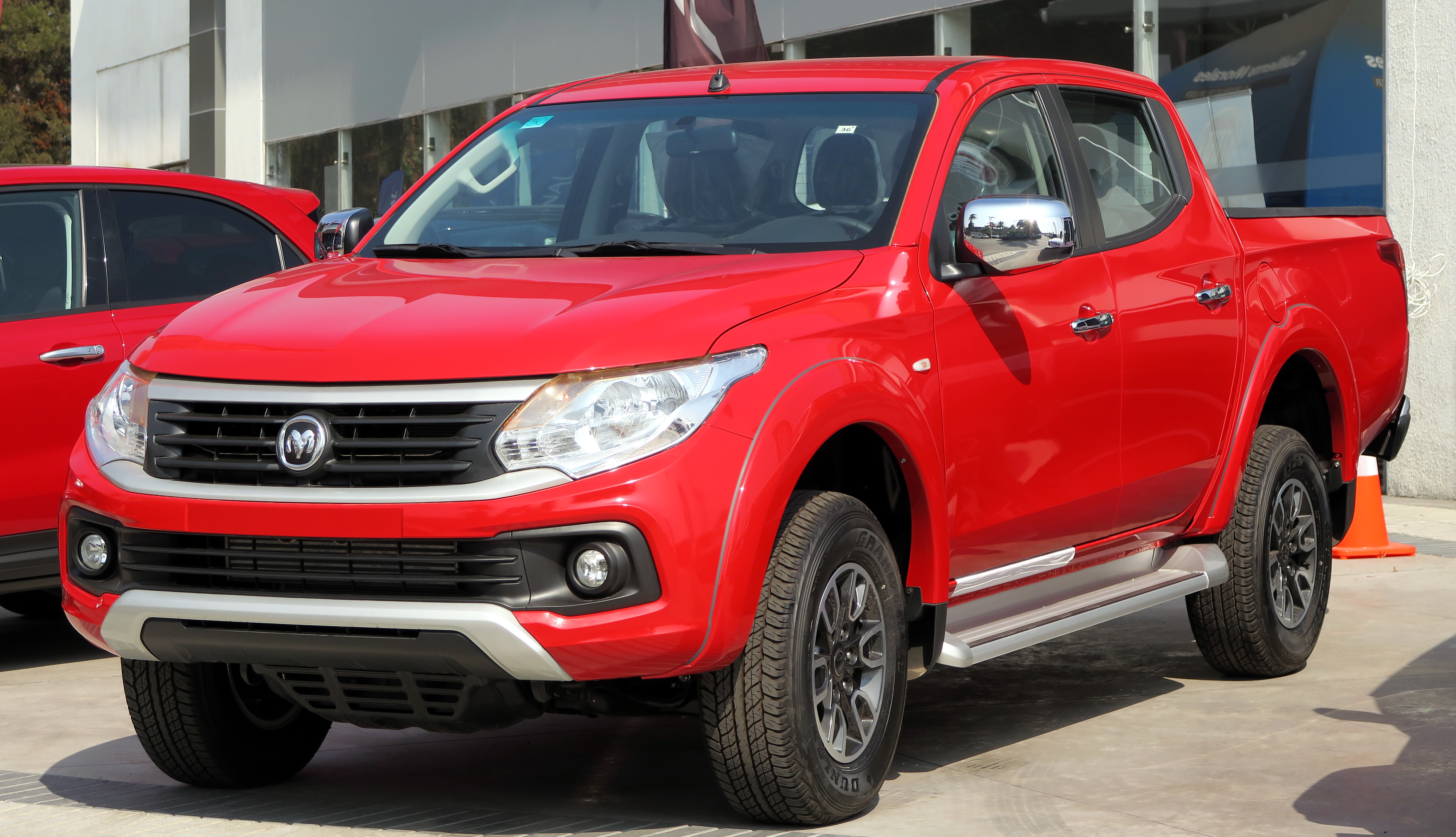
2019 Ram 1200
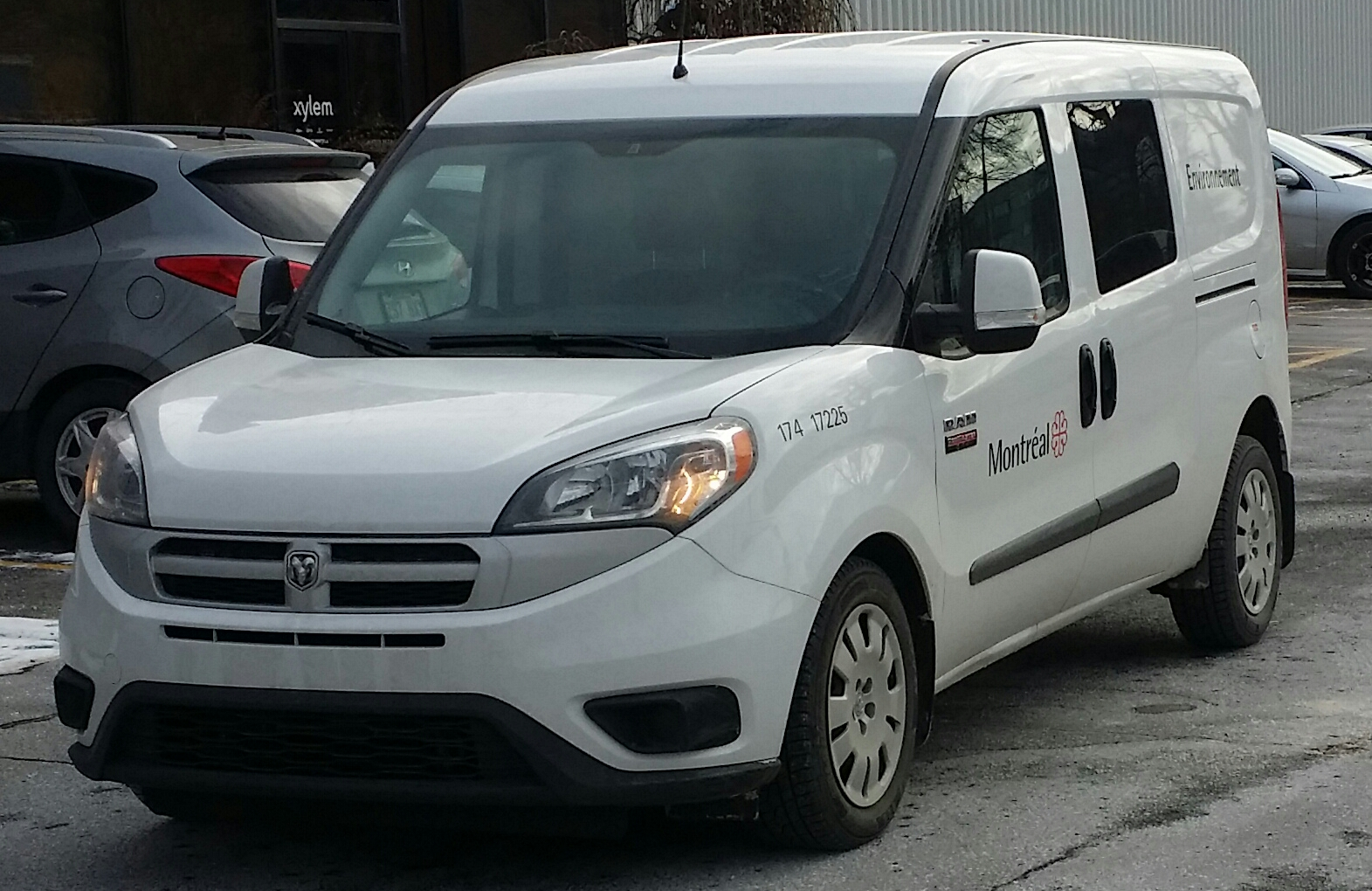
Ram ProMaster City
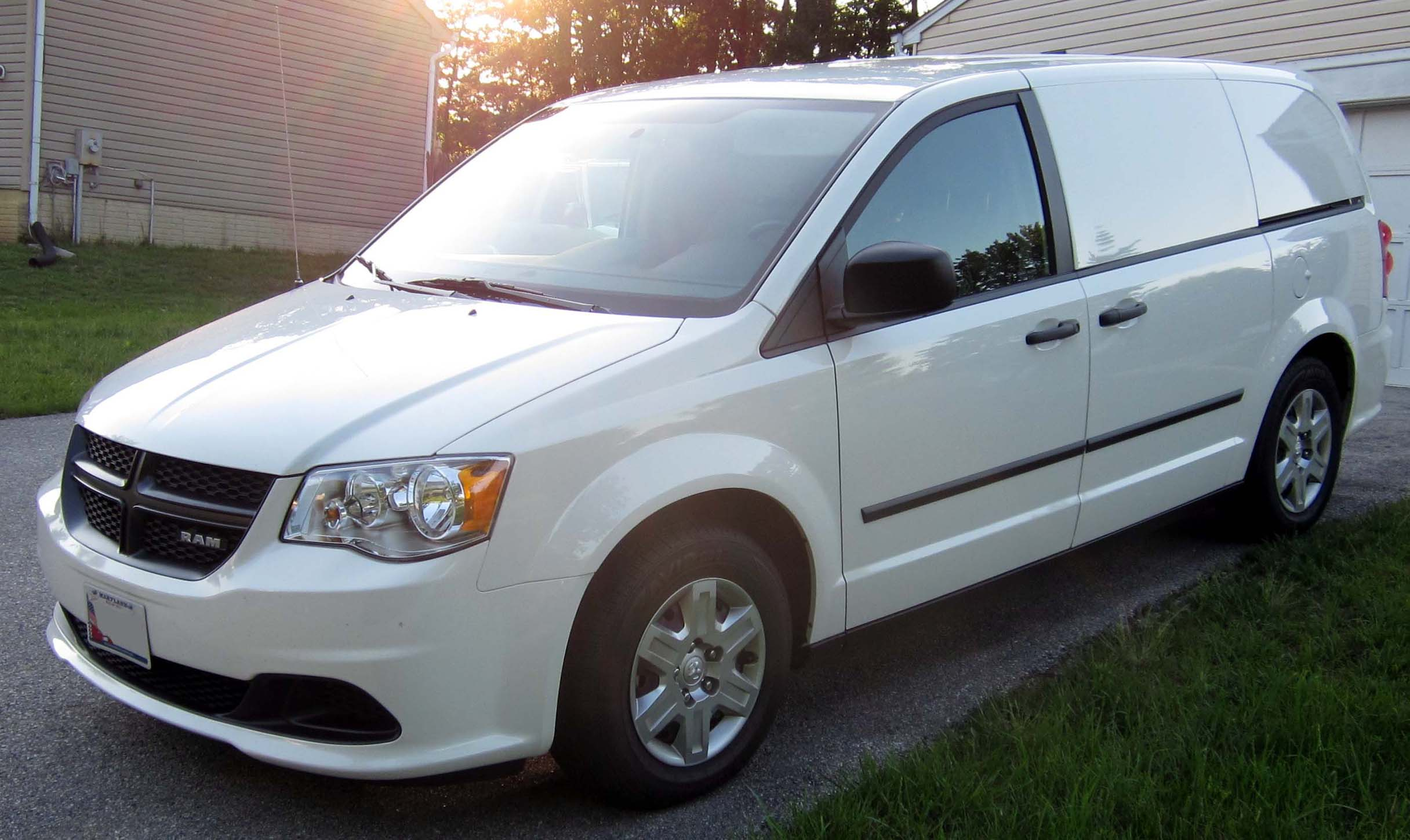
2012 Ram Cargo Van